# Hollywood (песня Мадонны)
«Hollywood» — песня американской певицы Мадонны. Композиция была написана и спродюсирована самой Мадонной и французским композитором Мирвэ Ахмадзаем для девятого студийного альбома певицы — American Life. 14 июля 2003 года песня была выпущена в качестве второго сингла с альбома. В 2009 году песня была включена сборник хитов Celebration. «Hollywood» представляет собой композицию в стилях фолк-рок, синти-поп, фолктроника, электропоп и психоделический фолк, которая осуждает американскую культуру за её непомерную алчность и жадность, в частности обитель поп-звезд — Голливуд. Ахмадзай попытался сделать музыку максимально простой, используя минимальное количество инструментов. Ремиксы таких диджеев как Стюарт Прайс, The Micronauts, Пол Окенфолд, Deepsky и Виктора Калдерона были выпущены на физических носителях вместе с оригинальной версией песни.

## Предыстория
Когда Мадонна начала работать над своим девятым студийным альбомом, культурное настроение Америки было мрачным и в состоянии паранойи после терактов 11 сентября. Повсюду царили недовольство и страх, поскольку терроризм и ненависть застали людей врасплох, они начали сомневаться в осуществимости американской мечты. Создавая песни для American Life с продюсером Мирвэ Ахмадзаем, Мадонна задавала эти вопросы и размышляла об этих ценностях. Путаница, дезориентация и гнев, которые они создали, просочились в создание каждой песни, включая «Hollywood». Позже она говорила о мрачном экзистенциализме Ахмадзаи и долгих дискуссиях, которые они вели по этому поводу, а также о навязчивой идее общества в погоне за славой и богатством. В интервью журналу Q в апреле 2003 года она описала эту песню как очарование красивой жизни в Голливуде. Певица выразила свое мнение о славе и культуре знаменитостей и о том, как люди думают, что это «прекрасная жизнь», но на самом деле это «очень сильная иллюзия».

## Композиция
«Hollywood» представляет собой «бодрую» композицию в стилях фолк-рок, синти-поп, электро-фолк, электропоп и психоделический фолк.

## Профессиональные рецензии
В целом, композиция получила смешанные отзывы музыкальных критиков. Её похвалили за цепляющую мелодию, однако подвергли критике текст песни: Billboard, Vibe, Third Way, The A.V. Club, The Guardian, The Village Voice, Out, Naperville Sun, Yahoo! Music, BBC News, Stylus Magazine, Slant Magazine, USA Today, musicOMH, Chuck Taylor, The Sydney Morning Herald,, The Beaver County Times.

## Концертные вступления
Резонансным стал случай на премии «MTV VMA» 2003 года, когда Бритни Спирс и Кристина Агилера исполнили классический хит Мадонны «Like a Virgin», а затем уже втроём они закрепили выступление лесбийским поцелуем под ремикс на песню «Hollywood». СМИ обсуждали данное выступление на протяжении нескольких месяцев. Мадонне даже пришлось появиться у Опры Уинфри, чтобы дать объяснение произошедшему.
Выступление было названо журналом Blender одним из 25 самых сексуальных музыкальных моментов во всей истории телевидения, а канал MTV назвал его № 1 среди всех церемоний открытия в истории награждения MTV Video Music Awards.

## Коммерческий успех
С данным синглом Мадонна возглавила «Hot Dance Club Songs» и «Hot Dance Singles Sales» чарта «Billboard», однако в горячую сотню Billboard Hot 100 попасть так и не смогла. Этоn промах произошёл впервые с 1983 года, когда песня «Burning Up» также пролетела мимо Hot 100. Дебют ремиксов «Hollywood» на вершине чарта Dance Singles Sales дал Мадонне её самый длинный промежуток между чарттопперами в этом хит-параде, а сам «Hollywood» стал её шестым там лидером. Это промежуток начался с «Music» в 2000 году, затем следовали хиты «Don’t Tell Me», «What It Feels Like for a Girl», «Die Another Day» и «American Life». «Hollywood» стал 22-м хитом № 1 для Мадонны в чарте Dance Singles Sales, рекорд для любого исполнителя. В хит-параде Billboard Hot Singles Sales эта песня дебютировала на позиции № 4. В итоговых за 2003 год чартах Billboard Year-end, Мадонна заняла второе место в Dance Club Play artist и top Dance Singles artist. «Hollywood» занял соответственно места № 19, 7 и 45 в чартах Hot Dance Club Play, Hot Dance Singles Sales и Hot Singles Sales. Кроме танцевальных чартов песня «Hollywood» также была на позиции № в Adult Pop Songs. В Канаде песня достигла позиции № 5 в чарте Canadian Singles Chart.
Песня имела успех в разных странах мира. Композиция также вошла в первую десятку чартов Финляндии, Италии, Польши и Румынии, а также добралась до второго места в чарте Великобритании, уступив вершину хиту «Crazy in Love» певицы Бейонсе. Эта песня провела в сумме 7 недель в чарте и к августу 2008 года имела тираж 59,633 копий по данным Official Charts Company. В Австралии «Hollywood» дебютировала на позиции № 16, спустившись на № 37 на следующую неделю. 27 апреля 2003 года «American Life» дебютировала на позиции № 55 в австрийском хит-параде Austrian Singles Chart, достигнув № 34 спустя четыре недели. В Бельгии эта песня достигла 14-го и 32-го места в чартах фламандском и валлонском. Дебютировав на позиции № 22 во Франции песня провела в чарте 23 недели в 2003 году. В 2008—2009 годах эта песня добавила в чартах ещё 5 недель. В голландском хит-параде Dutch Singles Chart эта песня дебютировала на позиции № 12, проведя в нём 6 недель. 24 апреля 2003 года «American Life» дебютировал на позиции № 20 в шведском хит-параде Swedish Singles Chart и на позиции № 15 в швейцарском хит-параде Swiss Singles Chart, проведя в нём в сумме 13 недель.

## Музыкальное видео
Музыкальное видео, срежиссированное французским клипмейкером Жаном-Батистом Мондино показывало достоинства и недостатки голливудского образа жизни. Премьера в США прошла 23 июня 2003 года на канале VH1. Вскоре после выхода клипа, сын известного фотографа Ги Бурдена подал в суд на Мадонну за плагиат.

## Чарты

### Еженедельные чарты
| Чарт (2003)                         | Высшая позиция |
| ----------------------------------- | -------------- |
| Австралия (ARIA)                    | 16             |
| Австрия (Ö3 Austria Top 40)         | 34             |
| Бельгия/Фландрия (Ultratop 50)      | 14             |
| Бельгия/Валлония (Ultratop 50)      | 32             |
| Канада (Canadian Singles Chart)     | 5              |
| Дания (Tracklisten)                 | 12             |
| Европа (Billboard European Hot 100) | 3              |
| Финляндия (Suomen virallinen lista) | 8              |
| Франция (SNEP)                      | 22             |
| Германия (GfK)                      | 21             |
| Венгрия (Dance Top 40)              | 14             |
| Ирландия (IRMA)                     | 10             |
| Италия (FIMI)                       | 3              |
| Нидерланды (Dutch Top 40)           | 19             |
| Нидерланды (Single Top 100)         | 20             |
| Польша (ZPAV)                       | 4              |
| Румыния (Romanian Top 100)          | 8              |
| Шотландия (OCC Scotland)            | 7              |
| Испания (PROMUSICAE)                | 3              |
| Швеция (Sverigetopplistan)          | 19             |
| Швейцария (Schweizer Hitparade)     | 15             |
| Великобритания (OCC UK Singles)     | 2              |
| США (Billboard Adult Pop Airplay)   | 35             |
| США (Billboard Dance Club Songs)    | 1              |
| США (Billboard Dance Singles Sales) | 1              |
| США (Billboard Hot Singles Sales)   | 4              |

### Годовые чарты
| Чарт (2003)                              | Позиция |
| ---------------------------------------- | ------- |
| Италия (FIMI)                            | 54      |
| Румыния (Romanian Top 100)               | 64      |
| Великобритания (Official Charts Company) | 149     |
| США (Billboard Dance Club Songs)         | 19      |
| США (Billboard Dance Singles Sales)      | 7       |
| США (Billboard Hot Singles Sales)        | 45      |
| Чарт (2004)                              | Позиция |
| США (Billboard Dance Singles Sales)      | 18      |